# Arnulf de Bavaria
Arnulf, supranumit cel Rău (n. 885 d.Hr. – d. 14 iulie 937 d.Hr., Regensburg, Germania), membru al familiei Luitpoldingilor, a fost duce de Bavaria de la 907 până la moarte.

## Biografie
Arnulf era fiul margrafului Luitpold de Bavaria cu Cunigunda, fiica lui Berthold I, conte palatin de Suabia. După moartea tatălui său în bătălia de la Pressburg împotriva maghiarilor din anul 907, el l-a succedat în poziția de conducător al teritoriilor Bavariei din jurul Regensburgului.
Atacat în frecventele raiduri ale maghiarilor și căutând cu disperare fonduri pentru a-și finanța apărarea, Arnulf și-a întărit puterea prin confiscarea pământurilor și bunurilor Bisericii, din care cauză și-a atras supranumele cel Rău. El a restabilit Ducatul de Bavaria și în cele din urmă a negociat un armistițiu cu maghiarii care în acea vreme străbăteau după bunul plac Bavaria în drumul lor către alte teritorii germane.
Arnulf a rezistat cu îndărătnicie regelui Conrad I  pe care îl sprijinise la alegerea sa ca rege romano-german și care în 913 se căsătorise cu mama sa rămasă văduvă, Cunigunda. În timpul conflictului lui Conrad cu ducii Erchanger și Burchard al II-lea de Suabia, Arnulf i-a susținut pe verii săi din Suabia, iar apoi l-a contestat pe succesorul lui Conrad ca rege, ducele Henric I Păsărarul de Saxonia. În conformitate cu Annales Iuvavenses, în dreptul anului 920 (de fapt, în 919), Baiuarii sponte se reddiderunt Arnolfo duci et regnare ei fecerunt in regno teutonicorum (bavarezii, împreună cu alți franci răsăriteni, l-au ales ca rege pe Arnulf în opoziție cu Henric). "Domnia" lui Arnulf a fost de scurtă durată. Henric l-a înfrânt în două rânduri în 921, confirmându-i lui Arnulf suzeranitatea asupra Bavariei în schimbul renunțării de către acesta la titlul regal.
Arnulf a murit în Regensburg în anul 937 și se află înmormântat la abația St. Emmeram's. S-a crezut că Arnulf a fost căsătorit cu Iudita de Friuli, fiică a ducelui Eberhard de Friuli cu Ghisela de Verona. Totuși, datele nu coincid, deoarece Iudita a murit în jurul anului 881. Este mai probabil ca el să fi fost soțul Iuditei de Sulichgau (n. cca. 888), fiica lui Eberhard de Sulichgau. Fiica lui Arnulf, Iudita a fost soția lui Henric I de Bavaria, fratele viitorului împărat Otto I cel Mare.